# 南巴登
南巴登（德語：Südbaden）1945年12月成立於前巴登共和國南部，是第二次世界大戰後法國占領區的一部分。 該州後來更名為巴登，並於1949年成為德意志聯邦共和國（西德，今日的德國）的創建州之一。1952年，巴登成為了如今德國巴登-符騰堡州的一部分。